# Kajetanów (Pijanów)
Kajetanów – część wsi Pijanów w Polsce, położona w województwie świętokrzyskim, w powiecie koneckim, w gminie Słupia Konecka.
W latach 1975–1998 Kajetanów administracyjnie należał do województwa kieleckiego.